# Estação Washington Luís (Metrô de São Paulo)
A Estação Washington Luís será uma estação de monotrilho da Linha 17–Ouro do Metrô de São Paulo, que atualmente encontra-se em construção, e deverá ligar a estação Morumbi da Linha 9–Esmeralda até o Aeroporto na Estação Aeroporto de Congonhas, no distrito do Campo Belo. Anteriormente chamada Jardim Aeroporto, a estação teve seu nome alterado ainda durante sua construção para evitar confusões entre os passageiros, em especial os turistas, sobre sua exata localização.
A Estação ficará localizada em uma confluência entre a Avenida Washington Luís com a Avenida Jornalista Roberto Marinho, próxima a Rua Ipiranga, no bairro do Jardim Aeroporto, no distrito do Campo Belo, na Zona Centro-Sul de São Paulo.
Inicialmente no planos de expansão do metrô de São Paulo, a Linha 17–Ouro deveria ficar pronta até 2014, interligando-se a Estação São Paulo–Morumbi da Linha 4–Amarela, na época em que o Estádio Cícero Pompeu de Toledo era cogitado como umas das sedes para os jogos da Copa do Mundo de 2014.
Posteriormente, a promessa de entrega da linha foi postergada para 2016, final de 2017, 2018, dezembro de 2019, final de 2020, 2021, 2º semestre de 2022, 2º semestre de 2024 e, agora somente para 2026.

## Características
| Sigla | Estação         | Inauguração | Capacidade     | Integração               | Plataformas | Posição | Notas         |
| ----- | --------------- | ----------- | -------------- | ------------------------ | ----------- | ------- | ------------- |
| N/D   | Washington Luís | 2026        | Não Confirmada | Bilhete Único da SPTrans | Laterais    | Elevada | Em construção |